# PC Professionell

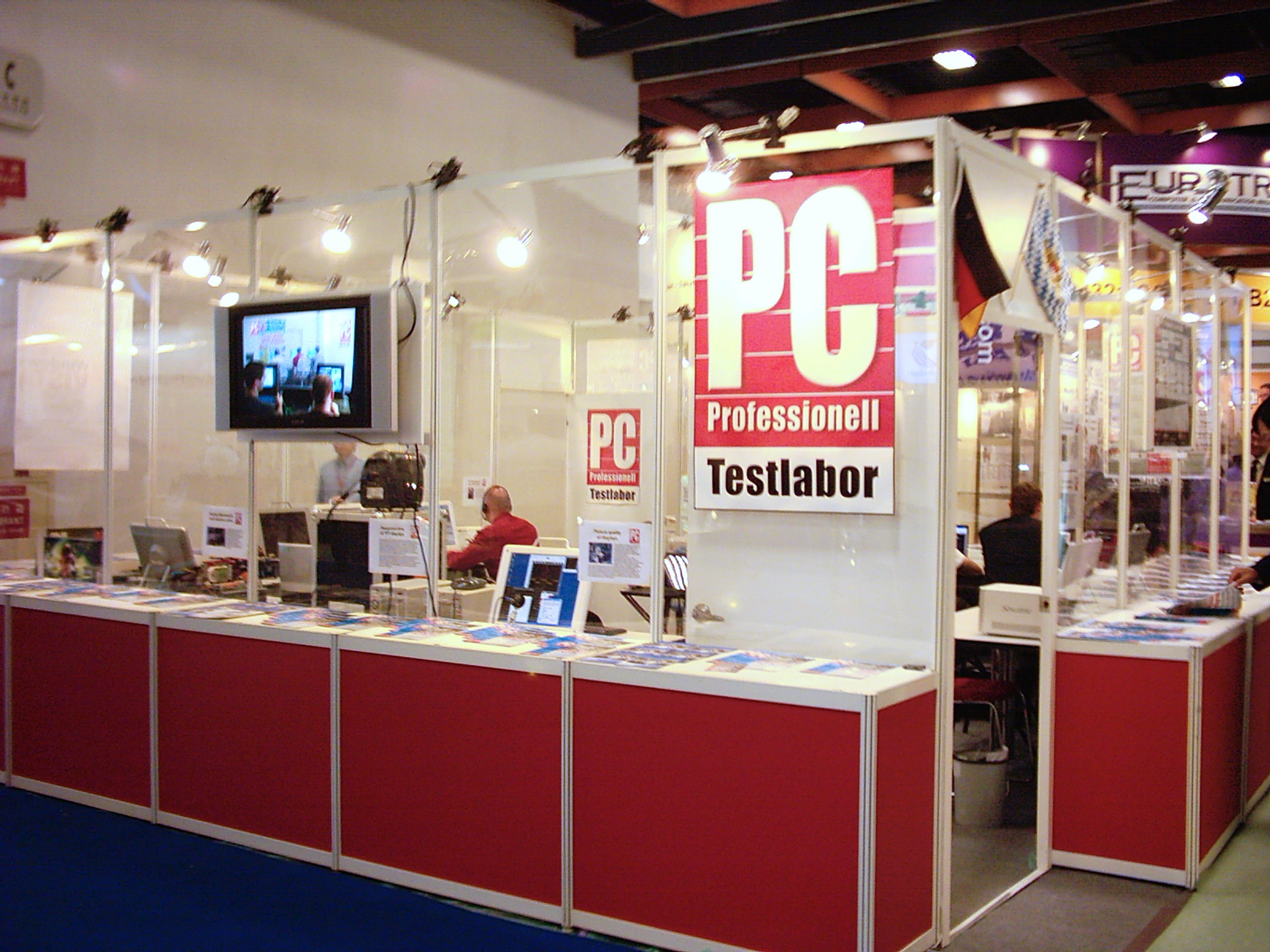
Live-Testlabor auf der Computex 2006 in Taipeh

Die PC Professionell (im allgemeinen Sprachgebrauch auch PCpro genannt) war eine monatlich in München zuletzt bei VNU Business Publications Deutschland erscheinende Computerzeitschrift. Sie hatte im ersten Quartal 2007 eine Auflage von rund 156.000 Exemplaren und wurde mit der Ausgabe 6/2007 eingestellt. Abonnenten wurde der Bezug eines Titels des Mitbewerbers WEKA-Verlags angeboten, welcher die Abonnenten-Datenbank übernommen hatte. Die Internetseiten wurden von der NetMediaEurope Deutschland GmbH fortgeführt und sind inzwischen in ITespresso.de aufgegangen.

## Zielgruppe und Themen
Die Erstausgabe 4/1991 erschien unter dem Untertitel Das Magazin für professionelle PC-Anwender. Im Laufe der Jahre wurde daraus Das Testmagazin mit einem Fokus auf unabhängige Tests in den eigenen Labors. Getestet wurden unter anderem Hauptplatinen, Chipsätze, Grafikkarten, TFT-Monitore, Digitalkameras, Beamer, Drucker und Multifunktionsgeräte, Festplatten sowie DVD-Brenner, Software, Webservices, Online-Zugänge und Internet-Hardware.
Weitere Schwerpunkte bildeten die Rubriken Praxis und Technik mit Anleitungen, Tipp-Sammlungen und technischen Hintergrundartikeln.
Besondere Aufmerksamkeit erregte im November 2004 der erste Warflying-Test (analog zu Wardriving): Mit einem Kleinflugzeug begaben sich die Tester in den Münchner Luftraum, um zu prüfen, wie sicher die aufgespürten Wireless LANs sind. Die erschreckende Erkenntnis: Nur 124 Netze waren per WPA gut gesichert, 1.849 Netze waren mit leicht knackbarer WEP nur schwach gesichert und 2.049 Netze waren überhaupt nicht gesichert.
PC Professionell erschien zuletzt in drei Varianten: ohne Heft-CD, mit Heft-CD und mit Heft-DVD.

## Verlag
Der veröffentlichende Verlag war ursprünglich Redwood Press Verlag in Würzburg, der 1991 an Ziff-Davis verkauft wurde. Im Jahr 1999 verkaufte der US-amerikanische Medienkonzern den Verlagsbereich, zu dem auch PC Professionell gehörte, an das US-amerikanische Investmenthaus Willis Stein & Partners. 2000 übernahm VNU Business Publications Deutschland in München die Zeitschrift. Im Februar 2007 erwarb die Investmentgesellschaft 3i alle Anteile an der VNU Business Media Europe, der Muttergesellschaft von VNU Business Media Deutschland. Der bisherige VNU-Konzern benannte sich in Nielsen Company um. Nach einem missglückten Weiterverkaufsversuch durch die Private-Equity-Company 3i wurde der Verlag Ende Juni 2007 geschlossen und ihre Zeitschriften, u. a. auch Internet Professionell, eingestellt.
Im Februar 2007 erhielt die Zeitschrift ein umfangreiches Relaunch, um eine verbesserte Leseführung zu erhalten. Nachdem die Einstellung der Zeitschrift Mitte April 2007 verkündet wurde, erhielt PC Professionell noch den iF communication design award in der Kategorie Printmedien. Am 2. Juli 2007 informierte die neu gegründete Aktiengesellschaft NetMediaEurope, dass sie die Sites der VNUNET in Frankreich, Deutschland, Spanien und Italien von 3i übernommen hat und die Fortsetzung der Websites VNUNET, Silicon.fr, The Inquirer (Lizenz von Gawker) und Gizmodo (Lizenz von Gawker) plant. Diese Gesellschaft gehört dem bisherigen Management von VNUNET (Dominique Busso, Laure Chaussin, Pierre Mangin) und der VC Firma Truffle Capital. Seit 2010 wurde die Website unter ITespresso.de weitergeführt.